# 샤슈카

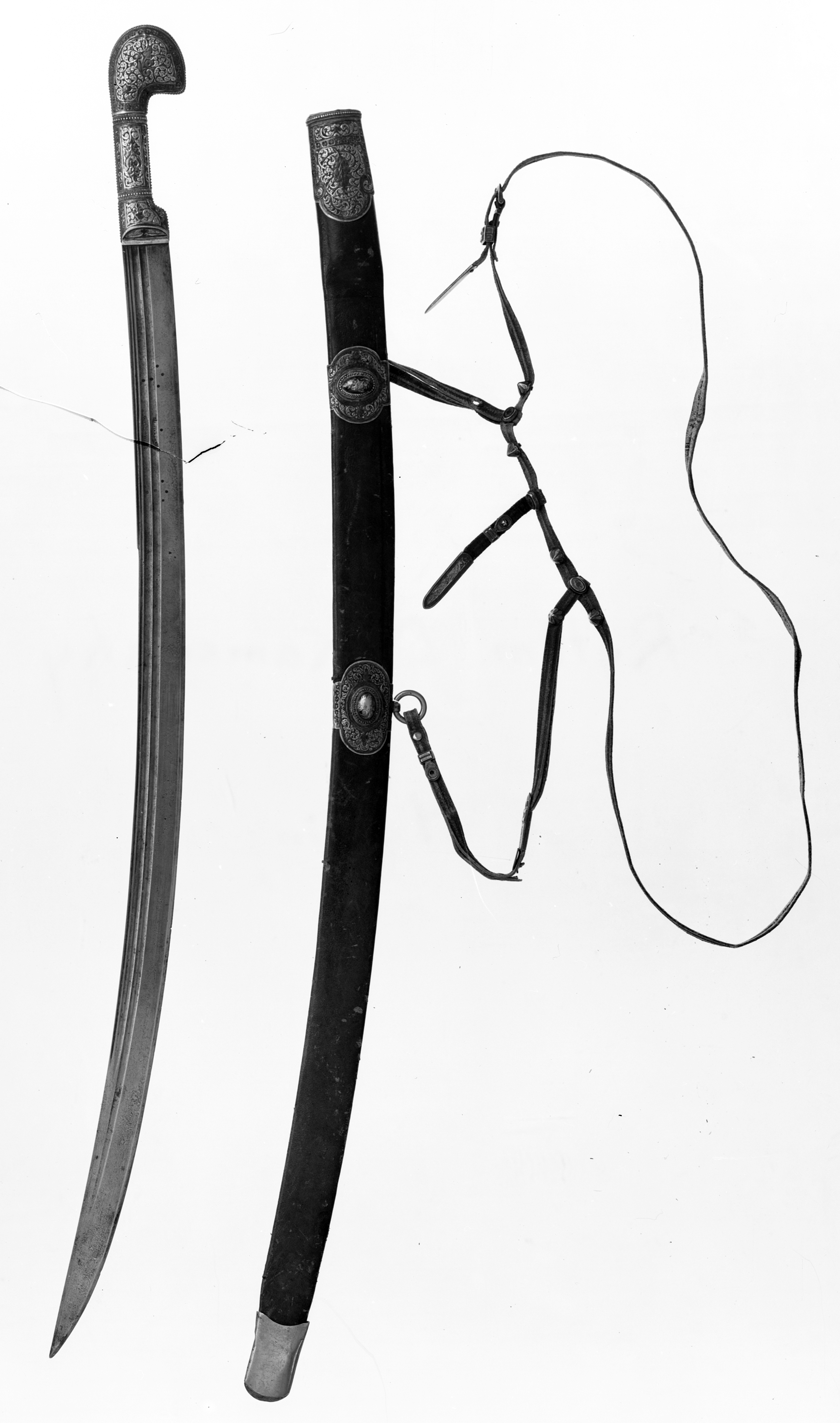

샤슈카(러시아어: шашка, 아디게어: сэшхуэ [saʃxʷa])는 동유럽에서 사용된 특이한 형태의 기병도다. 편수 외날도이며, 칼자루를 보호하는 코등이가 없다. 대신 검파두식이 매우 크고 깊숙한 모양으로 되어 있다.
샤슈카는 12세기 코카서스의 산악부족들 사이에서 기원한 것으로 보이며, 이후 우크라이나 카자크의 대부분과 러시아 카자크의 일부분이 이 도검을 받아들였다.
캅카스 정복전쟁(1817년-1864년) 당시 캅카스인들의 샤슈카를 접한 러시아군은 샤슈카를 기존의 세이버보다 선호하게 되었고, 샤슈카는 점진적으로 세이버를 밀어내고 러시아군 기병도의 대세가 되었다. 19세기를 거치면서 검기병 부대를 제외한 모든 기병대가 샤슈카를 사용하게 되었고, 1881년 사슈카는 러시아 경찰의 제식장비가 되었다.